# 유테이르 항공
유테이르 항공(영어: UTair Aviation)은 러시아의 항공사로 총 72개 노선을 취항하고 있다. 본사는 러시아 한티만시스크 한티만시스크 공항에 위치해 있으며 1967년에 설립했다. 또한 사용하고 있는 허브 공항으로 한티만시스크 공항, 수르구트 공항, 로시치노 국제공항, 브누코보 국제공항, 노야브로스크 공항이 있다.

## 역사
1967년 2월 시베리아의 석유와 가스 산업의 서부 지역의 강한 개발이 지속되면서 수송 요구를 수용하기 위해서 트루만 항공 협의회의 설립했다. 1991년 트루만 항공읕 트루만 항공 위원회를 대체하기 위해 재설립했다. 2003년에 현재의 사명으로 변경했다.

## 운항 노선
- 2012년 4월 기준으로 유테이르 항공은 다음과 같은 노선을 운항하고 있다.

### 코드쉐어 협정
- 유테이르 항공은 2011년 11월 현재 다음과 같은 항공사들과 코드쉐어 협정을 맺고 있다.

| - 터키항공 (스타 얼라이언스) |

## 보유 기종
- 2020년 9월 기준으로 유테이르 항공은 다음과 같은 기종을 보유하고 있으며 평균 기령은 12.8년이다.[1][5][6][7][8][9]

## 사건 및 사고
- 유테이르 항공 120편 추락 사고[17]
- 유테이르 항공 596편 동체착륙 사건[18]

## 사진

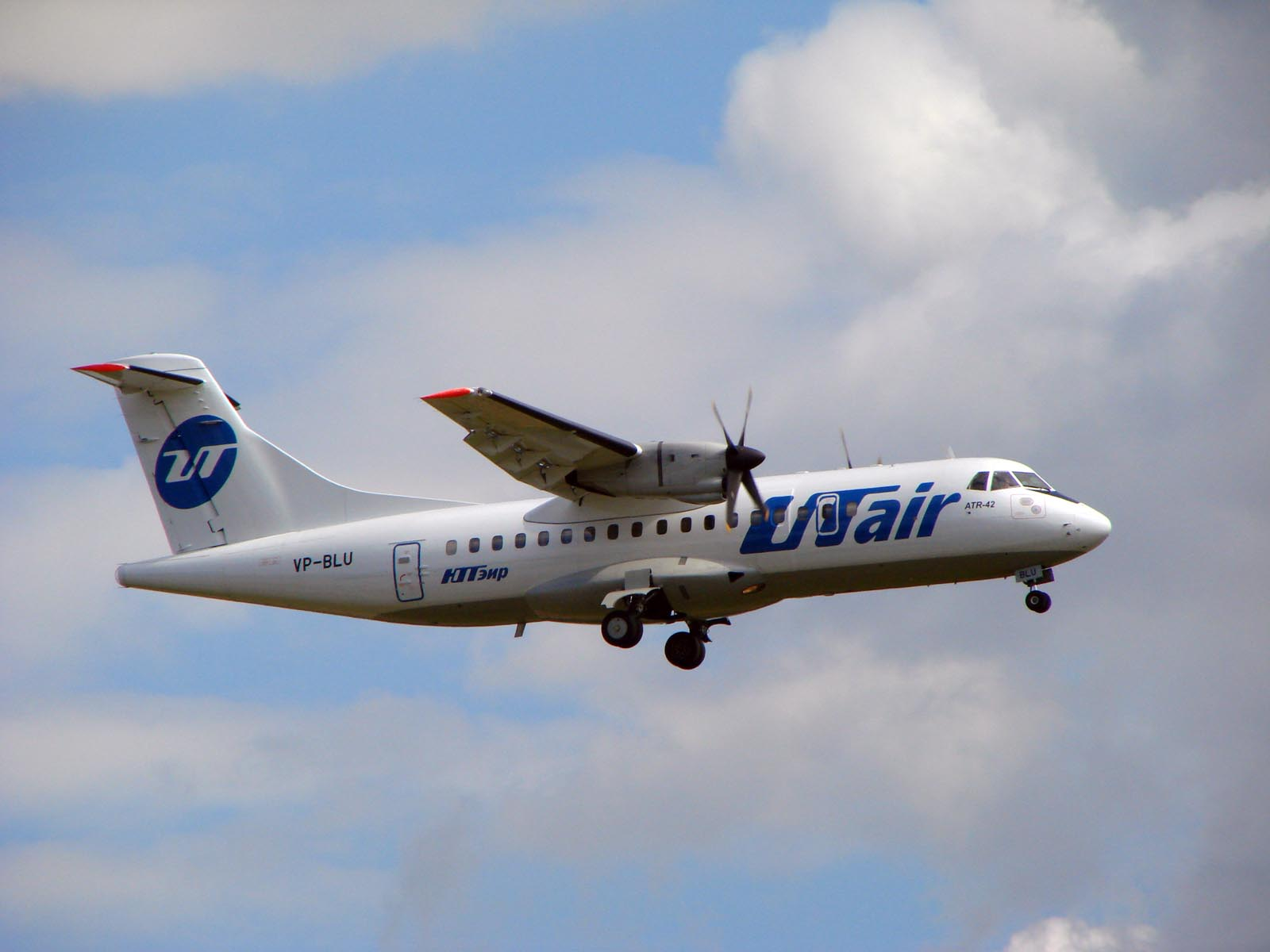
유테이르 항공의 ATR 42-300
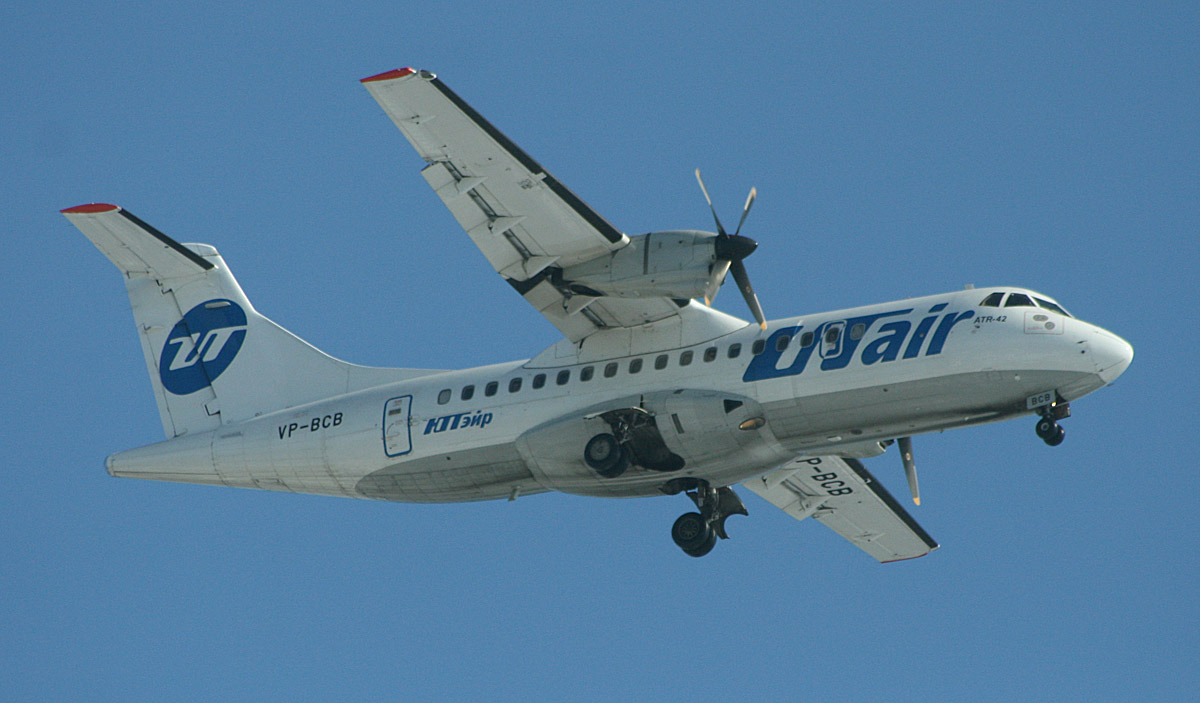
유테이르 항공의 ATR 42-300
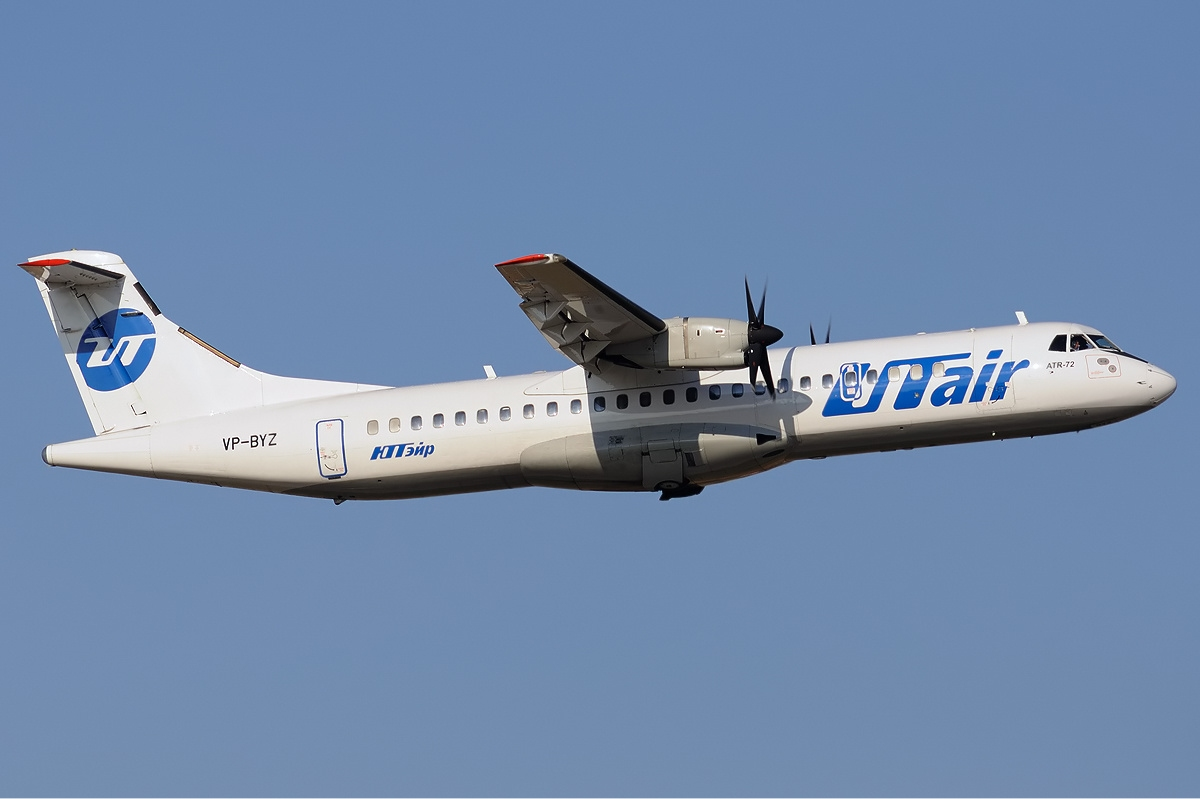
유테이르 항공의 ATR 72-200
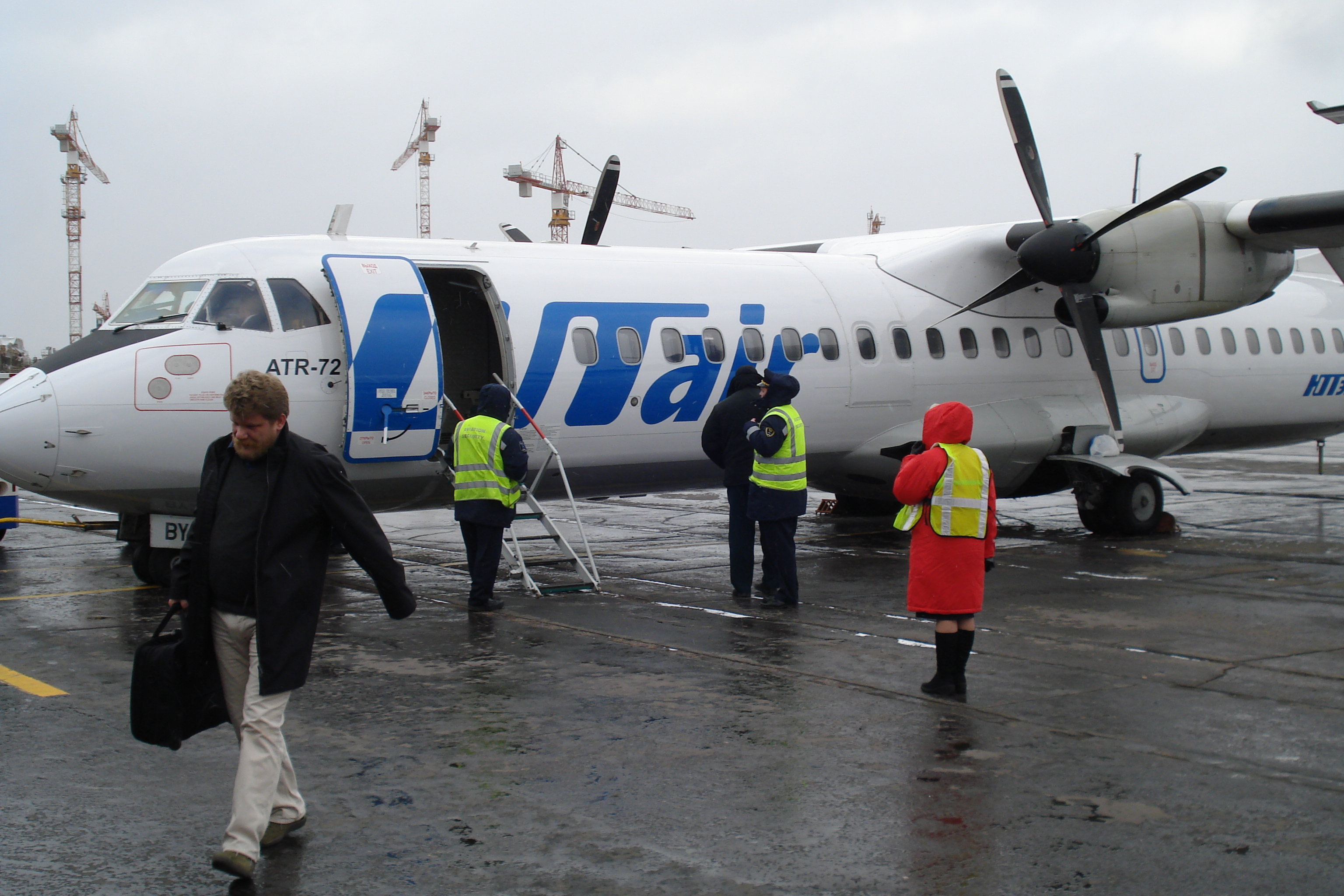
유테이르 항공의 ATR 72-500
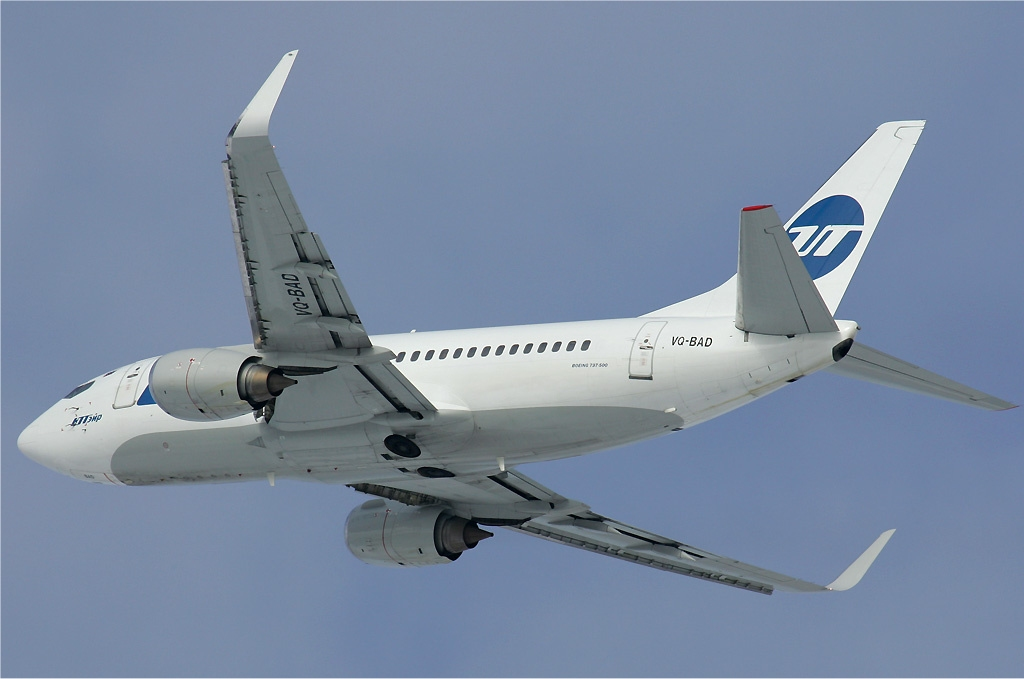
유테이르 항공의 보잉 737-500
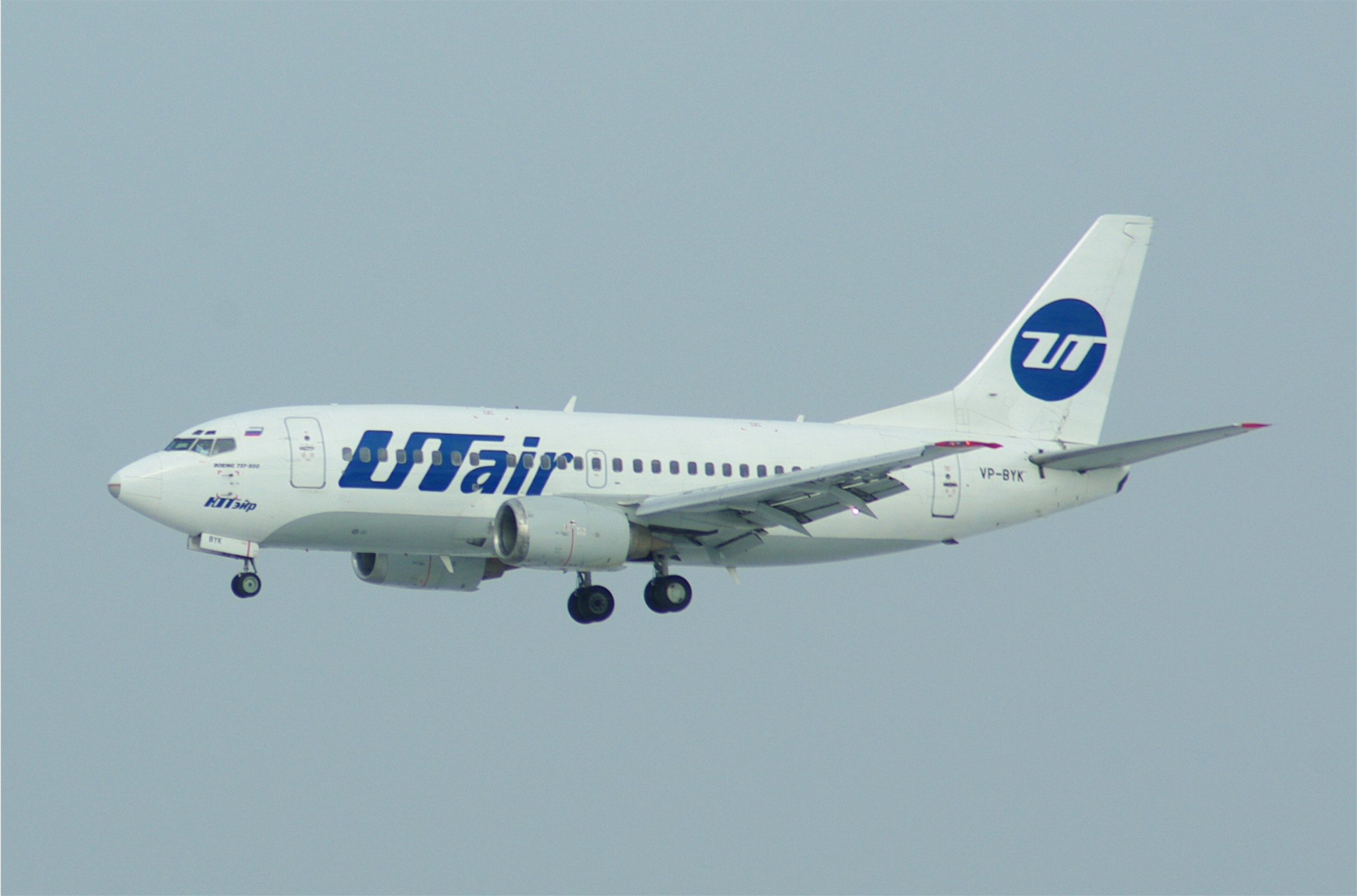
유테이르 항공의 보잉 737-500
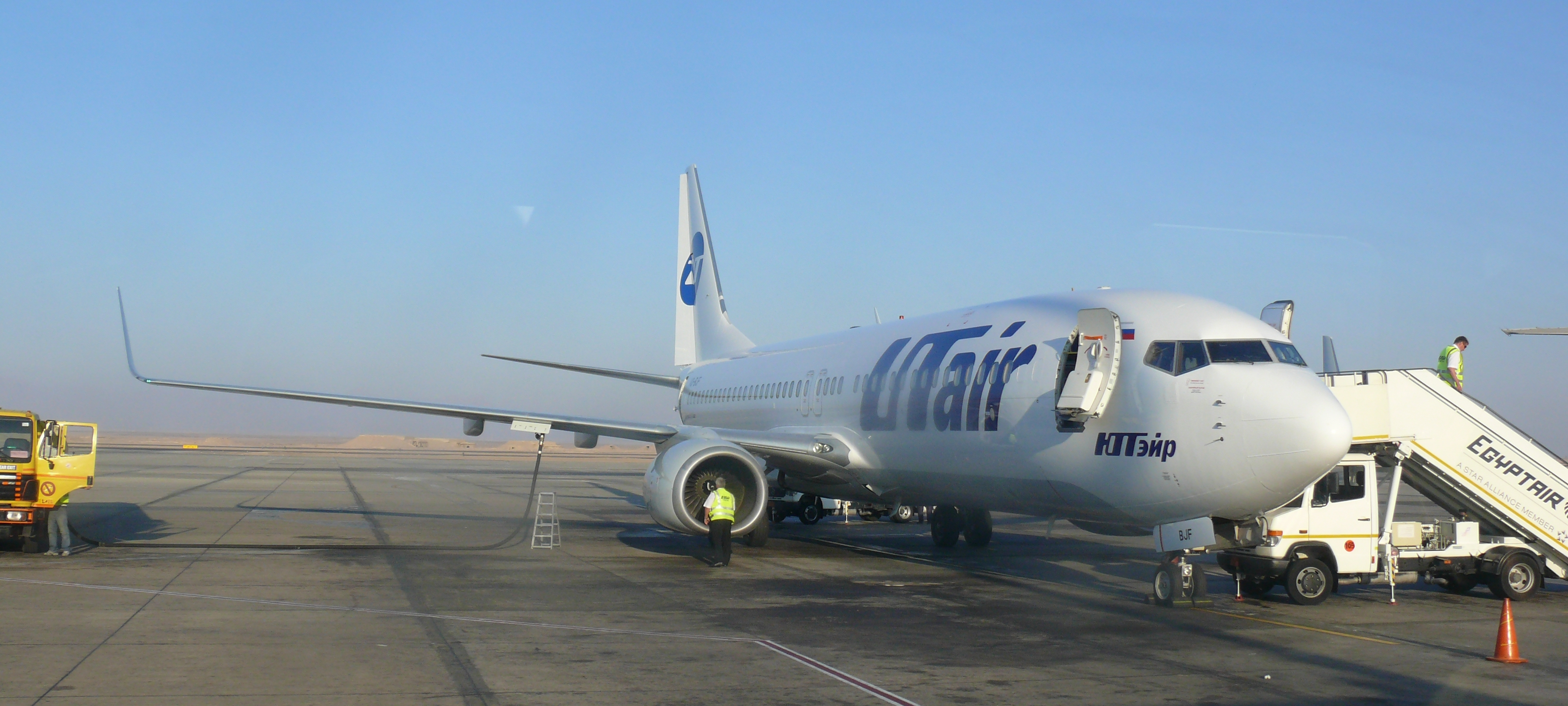
유테이르 항공의 보잉 737-800
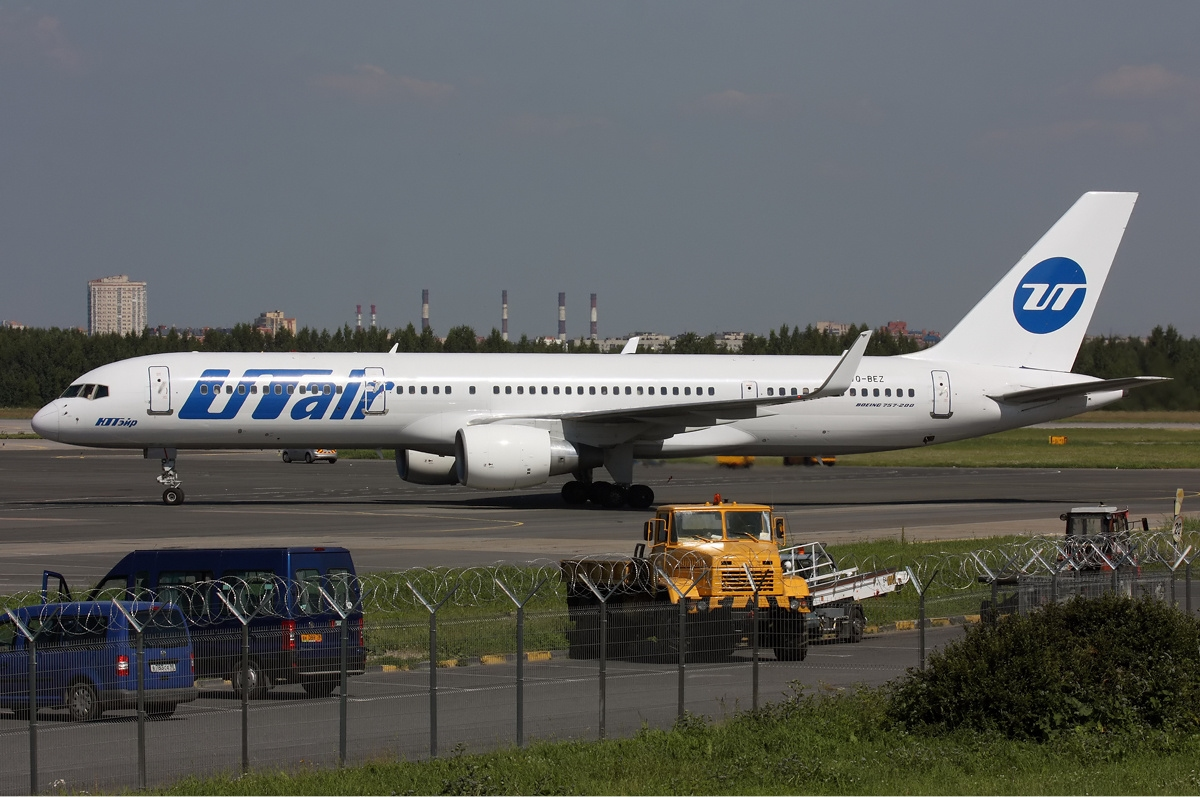
유테이르 항공의 보잉 757-200
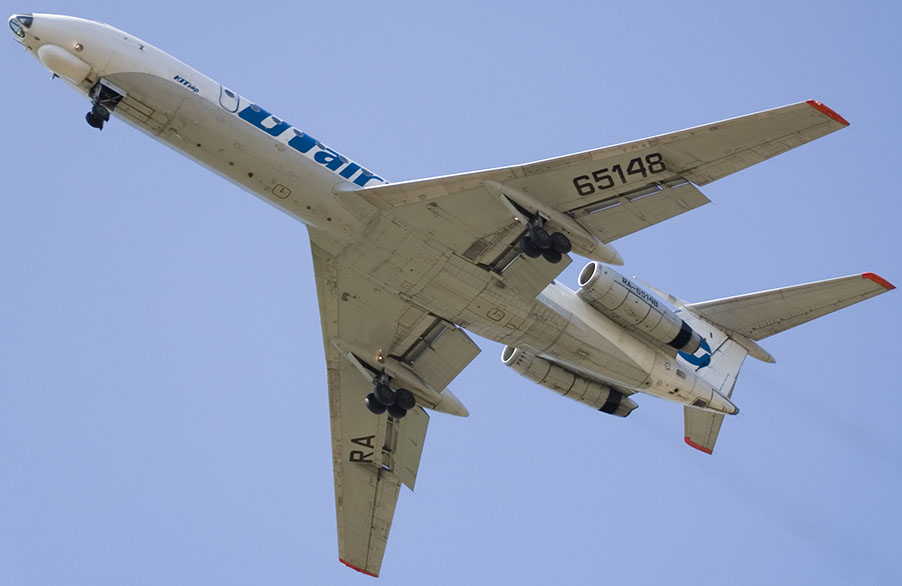
유테이르 항공의 투폴레프 Tu-134